# Dobrudża Ruse
Dobrudża Ruse (bułg. СК Добруджа (Русе)) – bułgarski klub piłkarski, mający siedzibę w mieście Ruse, na północy kraju, działający w latach 1929–1944.

## Historia
Chronologia nazw:
- 1929: Dobrudża Ruse (bułg. СК Добруджа (Русе))
- 1944: klub rozwiązano – po fuzji z Napredyk Ruse tworząc NFD Christo Botew

Klub sportowy Dobrudża został założony w Ruse w 1929 roku. Klub był ściśle związany z organizacjami osadników dobrudżyjskich w Ruse, które powstały po zajęciu południowej Dobrudży przez Rumunię w 1918 roku, a w szczególności z organizacją Związku Dobrudży w Ruse i nielegalną Wewnętrzną Organizacją Rewolucyjną Dobrudży. Terytorialnie klub obejmował dzielnicę Dobrudża w Ruse, gdzie w latach 20. XX wieku zakwaterowani byli migranci.
Zespół występował w mistrzostwa Obwodu Sportowego Ruse, ale nie potrafił zakwalifikować się do turnieju finałowego na szczeblu centralnym. Dopiero w 1944 roku jako zwycięzca Obwodu Sportowego Ruse zakwalifikował się do finałów. W finałowej części mistrzostw klub już w pierwszej rundzie przegrał 0:5, 0:3 (przez walkower) z Chanem Kubrat Popowo.
Klub istniał samodzielnie do 7 grudnia 1944 roku, a potem połączył się z miejscowym klubem Napredyk, po czym został rozwiązany. W wyniku fuzji powstał nowy klub o nazwie NFD [Narodno Fizkulturno Drużstwo] Christo Botew, które wkrótce zostało wchłonięte przez Dinamo.

## Barwy klubowe, strój, herb, hymn
|  |  |

Klub ma barwy biało-czarne. Piłkarze domowe spotkania zazwyczaj grają w białych koszulkach, czarnych spodenkach oraz czarnych getrach.

## Sukcesy

### Trofea międzynarodowe
Do chwili obecnej klub jeszcze nigdy nie zakwalifikował się do rozgrywek europejskich.

### Trofea krajowe
| \| \| Zdobyte trofea w rozgrywkach Bułgarii (stan na: 31-05-2021) \| |                                                             |      |          |
| Rozgrywki                                                            | Osiągnięcie                                                 | Razy | Sezon(y) |
| · Mistrzostwo                                                        | I miejsce                                                   | 0    |          |
| · Mistrzostwo                                                        | II miejsce                                                  | 0    |          |
| · Mistrzostwo                                                        | III miejsce                                                 | 0    |          |
| · Mistrzostwo                                                        | 1/8 finału                                                  | 1    | 1944     |
| Puchar                                                               | zdobywca                                                    | 0    |          |
| Puchar                                                               | finalista                                                   | 0    |          |
| II liga                                                              | I miejsce                                                   | 0    |          |
| II liga                                                              | II miejsce                                                  | 0    |          |
| II liga                                                              | III miejsce                                                 | 0    |          |
| Bułgaria                                                             | Zdobyte trofea w rozgrywkach Bułgarii (stan na: 31-05-2021) |      |          |

- Gradsko pyrwenstwo na Ruse i Rusenskata sportna obłast:
  - mistrz (1): 1944

## Poszczególne sezony

### Rozgrywki międzynarodowe

#### Europejskie puchary
Nie uczestniczył w rozgrywkach europejskich.

### Rozgrywki krajowe
| \| Bułgaria \| Bilans występów klubu w rozgrywkach piłkarskich Bułgarii (Stan na 31 maja 2021 r.) \| \| |                                                                                    |        |       |   |   |   |    |    |     |      |        |        |      |
| Poziom                                                                                                  | Rozgrywki                                                                          | Sezony | Mecze | Z | R | P | B+ | B– | Pkt | Lata | Awanse | Spadki | Naj. |
| I | Dyrżawno pyrwenstwo / Nacionałna futbołna diwizija / Republikansko pyrwenstwo      | 1      |       |   |   |   |    |    |     | 1944 | 0      | 1      | 1/8  |
| II | B RPG / Wtora PFG / Pyrwa PFL / B PFG / Wtora PFL                                  | 0      |       |   |   |   |    |    |     |      | 0      | 0      |      |
| III | Treta amatorska futbołna liga                                                      | 0      |       |   |   |   |    |    |     |      | 0      | 0      |      |
| IV | Obłastna futbołna liga                                                             | 0      |       |   |   |   |    |    |     |      | 0      | 0      |      |
| | Puchar Bułgarii                                                                    | 0      |       |   |   |   |    |    |     |      | 0      | 0      |      |
| Bułgaria                                                                                                | Bilans występów klubu w rozgrywkach piłkarskich Bułgarii (Stan na 31 maja 2021 r.) |        |       |   |   |   |    |    |     |      |        |        |      |

## Struktura klubu

### Stadion
Klub piłkarski rozgrywał swoje mecze domowe na stadionie Napredyk w Ruse, który może pomieścić 13.000 widzów.

## Kibice i rywalizacja z innymi klubami

### Derby
- Angeł Kynczew Ruse
- Lewski Ruse
- Łokomotiw Ruse
- Napredyk Ruse
- Rakowski Ruse